# مو، ویکتوریا
مو (به انگلیسی: Moe) یک منطقهٔ مسکونی در استرالیا است که در ویکتوریا (استرالیا) واقع شده‌است.